# Neder Randlev
Neder Randlev is een plaats in de Deense regio Midden-Jutland, gemeente Odder, en telt 224 inwoners (2008).
Van 1884 tot 1977 had Neder Randlev een station aan de spoorlijn van Aarhus naar Hov.